# Кромерский маяк
Кромерский маяк (англ. Cromer Lighthouse) — маяк, расположенный в Кромере (Cromer) в графстве Норфолк, Великобритания.
К востоку от города Кромер маяки строились с 1669 года. До этого времени свет исходил от приходской церкви. Хотя этот свет и был незначительным, он был крайне полезен в совокупности с множеством подобных церковных огней, разбросанных по всему побережью Великобритании со времён средневековья. Сэр Джон Клейтон выдвинул предложение о постройке маяка возле Кромера вместе с пятью другими маяками в четырёх других местах. В 1669 году Клейтон вместе со своим партнёром Джорджем Блейком получил разрешение на строительство на четырёх участках и приступил к возведению маяков. Но расходы на содержание маяка оказались очень высоки, и это, а также нежелание со стороны судовладельцев платить за что-либо, привело к тому, что Клейтон и Блейк не могли позволить себе поддерживать маяк.
В 1792 году маяк перешёл во владение Trinity House и был оснащён вторым мигающим светом, пятью отражателями и усовершенствованными лампами. Однако вскоре маяк поддался сильному действию волн и в 1866 году рухнул в море вместе с частью скалы.
Сегодняшний маяк был построен в полумиле от края утёса и введён в действие в 1833 году. Он построен из кирпича и имеет башню восьмиугольной формы, которая составляет 18 метров в высоту. Электричество было проведено в 1958 году. В июне 1990 года маяк был преобразован в автоматический.